# 玛丽·卡鲁
玛丽·卡鲁（英語：Mary Carew，1913年9月8日—2002年7月12日），美国女子田径运动员，主攻短跑。她曾代表美国参加1932年夏季奥林匹克运动会田径比赛，获得女子4×100米接力金牌。